# 前川泰慶
前川 泰慶（まえかわ ひろのり、1985年6月3日 - ）は、日本の元ラグビー選手。現在ジャパンラグビーリーグワンクボタスピアーズ船橋・東京ベイのチームマネージャー・採用担当を務めている。

## プロフィール
- 奈良県出身。
- ポジションはロック(LO)。
- 身長 184 cm、体重 107 kg
- U23日本代表候補に選ばれたことがある[1]。

## 略歴
2004年、同志社香里高校卒業後、同志社大学に入学。　
2007年、同志社大学ラグビー部の主将に就任。
2008年、同志社大学卒業後、クボタスピアーズに加入。同年10月10日に行われたジャパンラグビートップリーグ第4節のNECグリーンロケッツ戦に先発出場で公式戦初出場を果たす。
2016年、現役を引退した。